# Wolfgang Zimmerer
Wolfgang Zimmerer (Ohlstadt, 15 novembre 1940) è un ex bobbista tedesco.

## Biografia
Agli XI Giochi olimpici invernali (edizione disputatasi nel 1972 a Sapporo,  Giappone) vinse la medaglia di bronzo nel Bob a quattro con i connazionali Peter Utzschneider, Stefan Gaisreiter  e Walter Steinbauer, partecipando per la nazionale tedesca, venendo superati dall'equipaggio svizzero e da quello italiano.
Il tempo totalizzato fu di 4:43,92 con un distacco minimo rispetto alle altre classificate 4:43,07 e 4:43,83 e  i loro tempi.
Con Peter Utzschneider vinse la medaglia d'oro nel bob a due nella stessa edizione con un tempo di 4:57,07. Ai XII Giochi olimpici invernali vinse una medaglia d'argento nel bob a due con Manfred Schumann (tempo 3:44,99) e una medaglia di bronzo nel bob a quattro con Peter Utzschneider, Bodo Bittner e Manfred Schumann con un tempo di 3:41,37 
Inoltre ai campionati mondiali vinse molte medaglie:
- nel 1969, oro nel bob a quattro con Peter Utzschneider, Walter Steinbauere Stefan Gaisreiter.
- nel 1970, medaglia d'argento nel bob a quattro con Pepi Bader, Walter Steinbauer e Peter Utzschneider.[4] e nel bob a due argento con Peter Utzschneider;
- nel 1971, medaglia di bronzo nel bob a quattro con Stefan Gaisreiter, Walter Steinbauer e Peter Utzschneider.
- nel 1973, oro nel bob a due con Peter Utzschneider[5]  e bronzo nel bob a quattro con Stefan Gaisreiter, Walter Steinbauer e Peter Utzschneider;
- nel 1974, oro nel bob a due con Peter Utzschneider e oro nel bob a quattro con Peter Utzschneider, Manfred Schumann e Albert Wurzer.
- nel 1975, argento nel bob a quattro con Peter Utzschneider, Albert Wurzer e Fritz Ohlwärter.